# Birger Källén
Johan Otto Birger Källén, född 13 maj 1914 i Adolf Fredriks församling, Stockholm, död 25 augusti 2009 i Oscars församling, Stockholm, var en svensk musikpedagog.
Birger Källén avlade kantors- och organistexamina 1937, samt musiklärarexamen 1939 vid nuvarande Kungliga Musikhögskolan i Stockholm. Han studerade pianospel, kontrapunkt och komposition, samt läste dessutom musikvetenskap vid Uppsala universitet. Han var sedan musiklärare  vid läroverken i Östersund och Örebro, och från 1953 först vid Kungsholms läroverk samt sedan från 1959 vid Adolf Fredriks musikklasser och Stockholms nystartade musikgymnasium.
Han var under många år ordförande i Samfundet för unison sång. Källén är begravd på Norra begravningsplatsen utanför Stockholm.